# أندريه لاكومب
اندريه لاكومب (بالفرنسية: André Lacombe )‏ (و. 1923 – 2000 م) هو ممثل، من فرنسا، ولد في ليون، توفي في باريس، عن عمر يناهز 77 عاماً.

## وصلات خارجية
- اندريه لاكومب على موقع IMDb (الإنجليزية)
- اندريه لاكومب على موقع ألو سيني (الفرنسية)
- اندريه لاكومب على موقع أول موفي (الإنجليزية)
- اندريه لاكومب على موقع قاعدة بيانات الأفلام السويدية (السويدية)
- اندريه لاكومب على موقع قاعدة بيانات الفيلم (الإنجليزية)
- اندريه لاكومب على موقع كينوبويسك (الروسية)